# 愛媛県道314号舟間伊予吉田停車場線
愛媛県道314号舟間伊予吉田停車場線（えひめけんどう314ごうふなまいよよしだていしゃじょうせん）は、愛媛県宇和島市を通る一般県道である。

## 概要
宇和島市吉田町奥浦から宇和島市吉田町立間尻に至る。

### 路線データ
- 起点：宇和島市吉田町奥浦
- 終点：宇和島市吉田町立間尻（JR四国予讃線 伊予吉田駅前）
- 総延長：9.4 km[注釈 1][1]

## 路線状況

### 重複区間
- 国道56号（宇和島市吉田町魚棚・吉田町浜通り交差点 - 宇和島市吉田町立間尻）

### 道路施設

#### トンネル
- 南君（なぎみ）隧道：延長263 m、1970年（昭和45年）竣工[2]、宇和島市

## 地理

### 通過する自治体
- 愛媛県
  - 宇和島市

### 交差する道路
| 交差する道路            | 交差する場所 | 交差する場所       |
| ----------------------- | ------------ | ------------------ |
| 愛媛県道273号奥浦白浦線 | 吉田町奥浦   |                    |
| 国道56号 重複区間起点   | 吉田町魚棚   | 吉田町浜通り交差点 |
| 国道56号 重複区間終点   | 吉田町立間尻 |                    |

### 沿線
- 奥南郵便局
- 宇和島市立奥南小学校
- 宇和島市立吉田小学校
- JR四国予讃線 伊予吉田駅